# Mühleberg
Mühleberg ist eine politische Gemeinde im Verwaltungskreis Bern-Mittelland im Schweizer Kanton Bern.

## Ortsteile
Die Ortsteile der Gemeinde sind (in alphabetischer Reihenfolge): Allenlüften, Aumatt, Brand, Buch bei Mühleberg, Buttenried, Dällenbach, Eggenberg, Fluh, Fuchsenried, Gäu, Grossmühleberg, Gümmenenau, Gümmenen, Haselholz, Heggidorn, Juchlishaus, Kirchmoos, Ledi, Mädersforst, Marfeldingen, Mauss, Michelsforst, Mühleberg, Niederruntigen, Oberei bei Mühleberg, Rosshäusern, Rüplisried, Rüplisried-Mauss, Salzweid, Schnurrenmühle, Spengelried, Strassacker, Trüllern und Zihlacker.

## Geographie
Als flächenmässig grösste Gemeinde im ehemaligen Amtsbezirk Laupen liegt Mühleberg auf einem bewaldeten und gewellten Hochplateau und weist grosse Höhenunterschiede auf. Im Norden bilden die Aare und der Wohlensee, im Westen die Saane und im Osten der Forstwald die Gemeindegrenzen; auf der Südseite ist der Übergang fliessend.
Die Gemeinde wird mit drei Verkehrswegen von Osten nach Westen durchtrennt:
- Strasse Bern–Murten (alte Bernstrasse), bis die heutige Kantonsstrasse Heggidorn–Mühleberg–Gümmenen 1851–1857 gebaut wurde, heutige Hauptstrasse 1
- Bahnlinie Bern–Neuenburg, welche am 1. Juli 1901 ihren Betrieb aufnahm
- Autobahn A1 Bern–Murten–Neuenburg seit 1981

Die 8 Nachbargemeinden von Mühleberg sind in alphabetischer Reihenfolge: Bern, Ferenbalm, Frauenkappelen, Laupen, Neuenegg, Radelfingen, Wileroltigen und Wohlen.

## Infrastruktur
Die rund 3'000 Einwohner entsprechen einer Bevölkerungsdichte von 117 Personen pro km²; es handelt sich also um eher schwach besiedeltes Gemeindegebiet. Die Infrastruktur kommt deshalb recht teuer zu stehen. Die Gemeinde unterhält über 70 km Strassen, Schulhausanlagen und weitere Gemeindeliegenschaften. Trinkwasser und Abwasser bedingen oft lange Zu- und Ableitungen; das Schmutzwasser wird in der Abwasserreinigungsanlage Sensetal in Laupen gereinigt.

## Geschichte
Von den ersten 1000 Jahren unserer Zeitrechnung fehlen nähere Angaben. Die Ortsbezeichnung «Mulinberg», die 1016 in Urkunden erwähnt wird, kann aber als Ursprung des Gemeindenamens betrachtet werden. Alten Chroniken ist zu entnehmen, dass auf dem Gemeindegebiet verschiedene Mühlen an Bachläufen mit Wasserkraft betrieben wurden. Der Mensch hat schon früh versucht, die Kräfte der Natur zu nutzen. Früher hatte es in der Region während Jahrzehnten mehrere Wasserräder von Mühlen, Sägereien, Ölen, Stampfen usw. Diese Mühlen gaben der Gemeinde auch den Namen. Das Gemeindewappen zeigt ein Mühlerad auf einem Berg. Die Flühlenmühle wird auf Initiative eines privaten Vereins und einer Stiftung restauriert, und man hofft, später wieder Korn mahlen zu können.
Eine besondere Bedeutung hatte schon im 13. Jahrhundert das Städtchen Gümmenen mit seinem Brückenkopf an der Saane. Die erste Brücke wurde 1454 erbaut. Die heutige alte Gümmenenbrücke stammt von 1732–1739, 1959 wurde die Betonbrücke erstellt. Das frühere Städtchen Gümmenen war auch Zollstation der Stadt Bern für die Weintransporte aus der Westschweiz. In Allenlüften hatte ein Schaffner diese Weinfuhren zu kontrollieren. Dazu gehörten auch die nächtliche Überwachung und der übliche vorgeschriebene Pferdewechsel. Die Schaffnerei wurde 1801 versteigert und als private Wirtschaft «Schwanen» weitergeführt.
Bis in die Mitte des 20. Jahrhunderts war Mühleberg vorwiegend eine Bauerngemeinde. Nach dem Zweiten Weltkrieg bekam auch sie ein anderes Gesicht. Heute sind es noch etwa 70 Landwirtschaftsbetriebe. Von den ehemals sieben Käsereien ist heute nur noch die Käserei Juchlishaus in Betrieb. Das Gewerbe ist vielseitig und leistungsfähig; mehrere Sägereien zeigen, dass vor allem die holzverarbeitenden Betriebe eine starke Stellung einnehmen.
Im Jahre 1954 wurde das Projekt «Flughafen Bern-West», bei welchem ein Flughafen in Rosshäusern geplant war, wieder aufgegeben. Im Projekt ging es darum, einen geeigneten Ort zu finden, um einen Regionalflughafen im Raum Bern, wie es heute der Flughafen Bern-Belp ist, zu bauen.
Anfangs der 1970er-Jahre wurde die Deponie Teuftal eröffnet.

## Politik

### Exekutive
Die Exekutive besteht seit 2025 aus einem siebenköpfigen Gemeinderat: Andreas Menzi (SVP), Lukas Bühlmann (SP), André Fasnacht (FDP), Gaby Leuenberger (SVP), Jan Mäder (Mitte), Susanne Oehler (SP) und Christian Tschanz (SVP). Gemeindepräsident ist seit 2025 Andreas Menzi.

### Nationale Wahlen
Bei den Nationalratswahlen 2023 betrugen die Wähleranteile in Mühleberg (in Klammern die Veränderung im Vergleich zu den Wahlen 2019 in Prozentpunkten): SVP 41,73 % (+2,15), SP 12,78 % (+0,35), Mitte 11,52 % (−0,99), glp 9,47 % (−0,08), FDP 8,63 % (−0,45), Grüne 5,84 % (−0,92), EVP 3,27 % (−0,83), EDU 2,65 % (+0,82), Weitere 4,12 % (−0,06).

## Kirche
Zum Kirchspiel Mühleberg gehörte bis nach der Reformation auch das Frauenkloster Frauenkappelen. 1659 wurden Kirche, Pfarrhaus und Scheune Opfer eines Grossbrandes, unverzüglich ging man damals an den Wiederaufbau. Die Kirche wurde 1975/76 restauriert, wobei die starre Bestuhlung Sesseln weichen musste, um den verschiedenen Anlässen besser gerecht werden zu können. Die Renaissancekanzel wurde nach unten versetzt, auf der neu errichteten Empore steht eines der bedeutendsten Orgelgehäuse im Kanton Bern, wo eine neue Orgel mit 21 Registern eingebaut wurde. Auch der romanische Turm präsentiert sich heute wieder in seiner ursprünglichen Gestalt. In der Kirche finden regelmässig auch katholische Gottesdienste statt.

## Partnergemeinde
1974 wurde zwischen der deutschen Gemeinde Schwanfeld im Landkreis Schweinfurt und Mühleberg eine Partnerschaft eingegangen. Ziel ist es, gegenseitig Kontakte zwischen Behörden, Schulen und Vereinen, aber auch auf privater Basis zu pflegen.

## Energie
1917 erteilte der Regierungsrat den Bernischen Kraftwerken (BKW) die Konzession zum Bau eines Wasserkraftwerkes, des Wasserkraftwerks Mühleberg, die Anlage konnte 1921 in Betrieb genommen werden. Dieser Werkbau war für die damalige Zeit mit seinem Stand der Technik ein aussergewöhnlich kühnes Vorhaben. Man staute die Aare um rund 20 Meter auf, durch den Bau der 245 Meter langen und rund 35 Meter hohen Staumauer wurde der Fluss auf rund 12 Kilometer Länge zum heutigen Wohlensee.
Ab 1967 wurde unterhalb des Wasserkraftwerks an der Aare ein Kernkraftwerk  mit Siedewasserreaktor, zwei Dampfturbinen und Flusswasserkühlung gebaut. Das Kernkraftwerk Mühleberg der BKW lief vom 6. November 1972 bis zum 20. Dezember 2019.

## Brücken
Durch die Lage zwischen Saane und Aare liegen einige Brücken im Gemeindegebiet von Mühleberg:
- 1732–1739: Alte Gümmenenbrücke aus Holz
- 1901: Gümmenenviadukt: Eisenbahnviadukt, 400 m lang, aus Erdwall, 27 Steinbögen und 65 m Fachwerk aus Stahl
- 1921: Brücke über die Wohlenseestaumauer
- 1959: Neue Gümmenenbrücke aus Beton
- 1981: Autobahnviadukt Mühleberg–Wileroltigen
- 1990: Schrägseilbrücke für Fussgänger und Velofahrer, etwa 90 m lang, über die Saane kurz vor ihrer Mündung in die Aare beim 1992 eingerichteten Naturschutzgebiet Niederried-Oltigenmatt

## Sehenswürdigkeiten
- Die Reformierte Kirche und Pfarrhaus[8]

## Söhne und Töchter des Ortes
- Ernst Schmid (1899–1991), Landwirt und Politiker, Nationalrat
- Hans Rudolf Herren (* 1947), Insektenforscher, Landwirtschafts- und Entwicklungsexperte
- Peter Schär (* 1955), Radrennfahrer

## Bilder

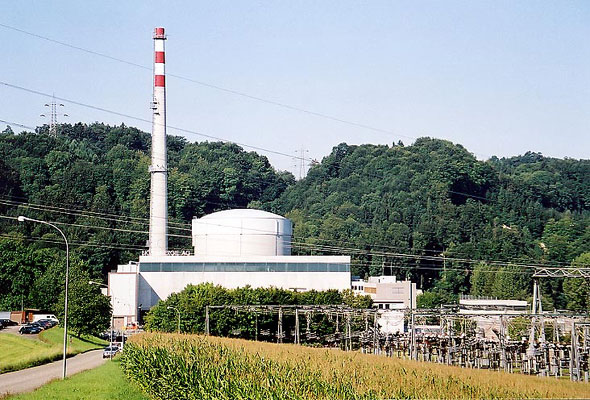
Kernkraftwerk Mühleberg
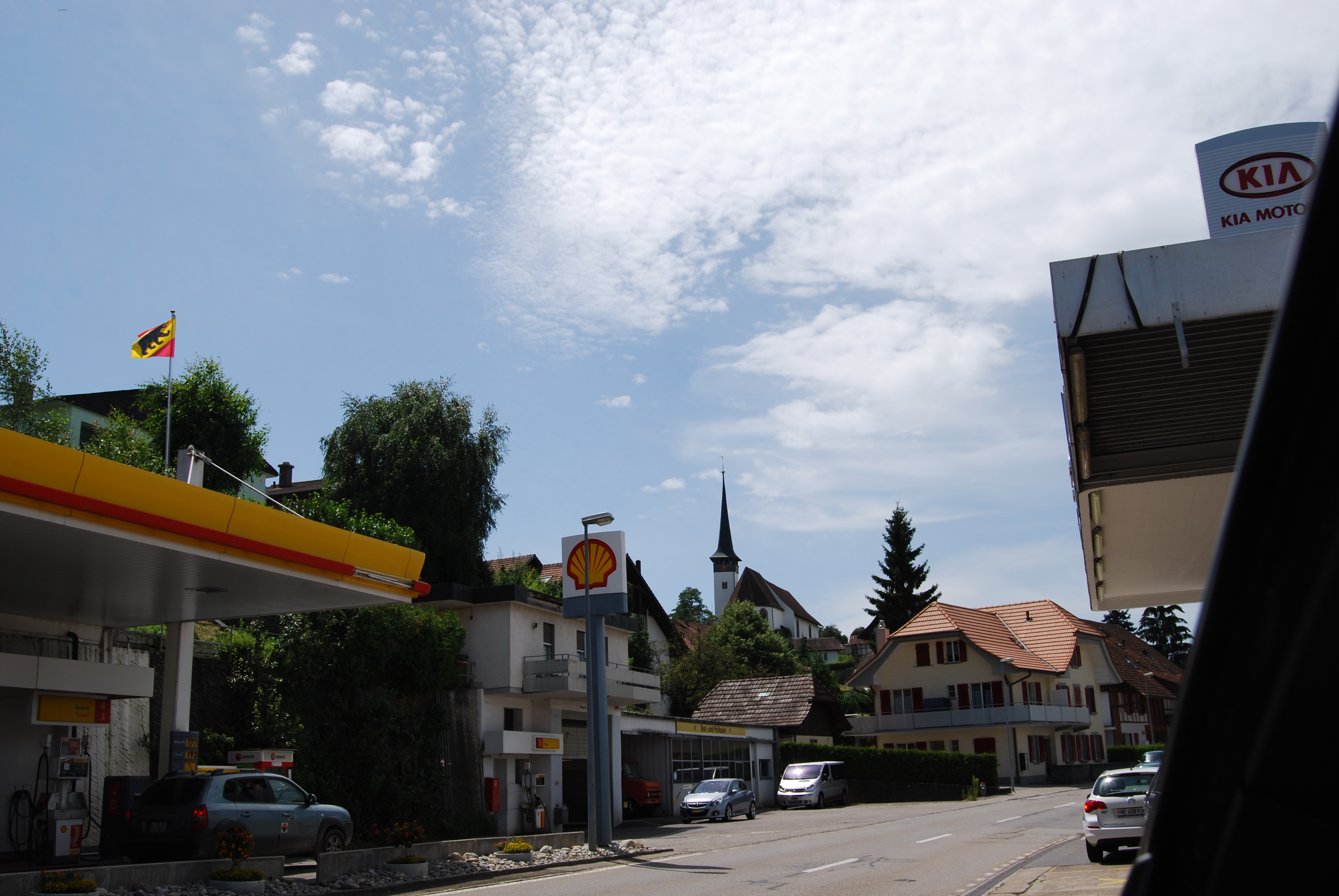
Im Dorf Mühleberg
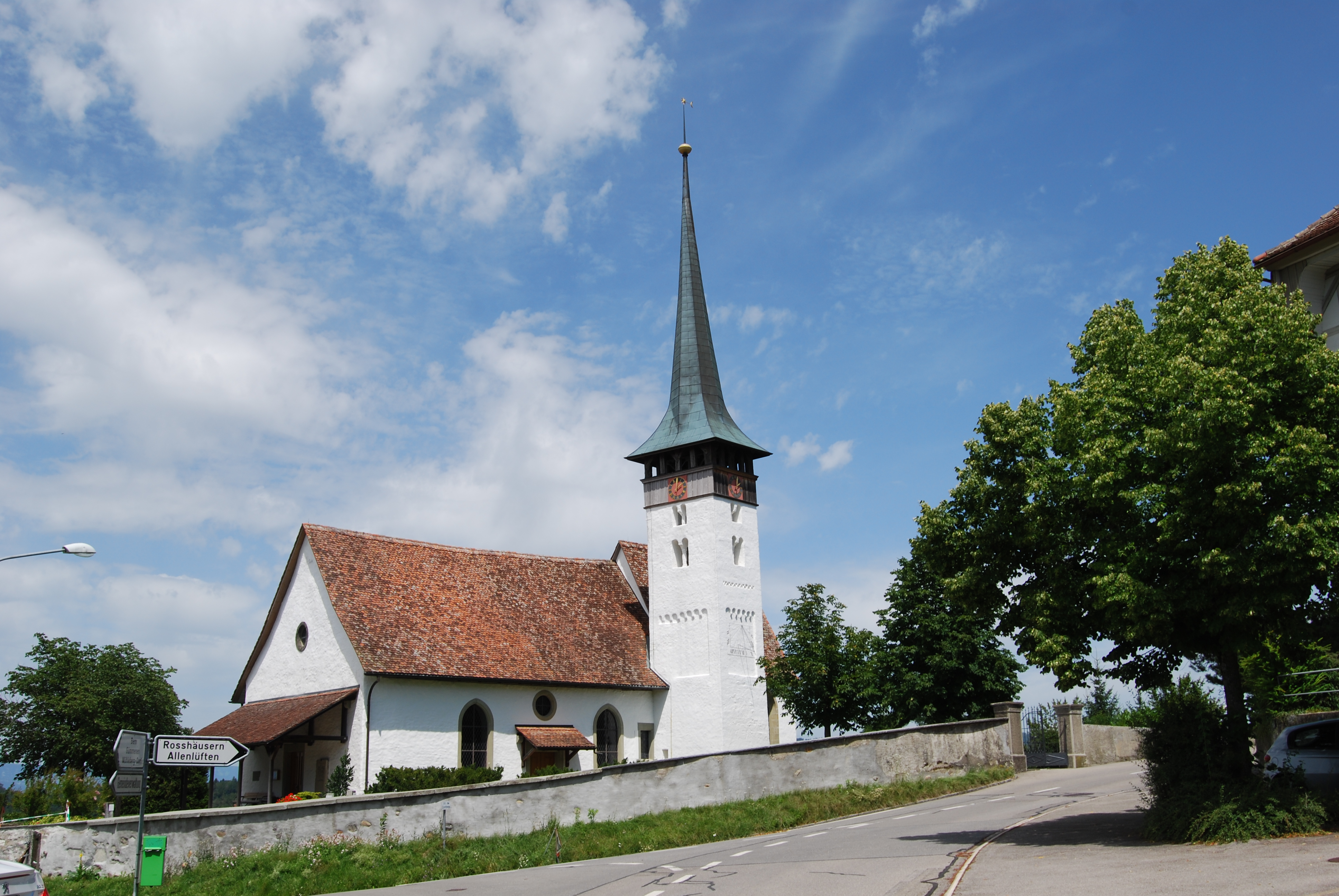
Kirche Mühleberg
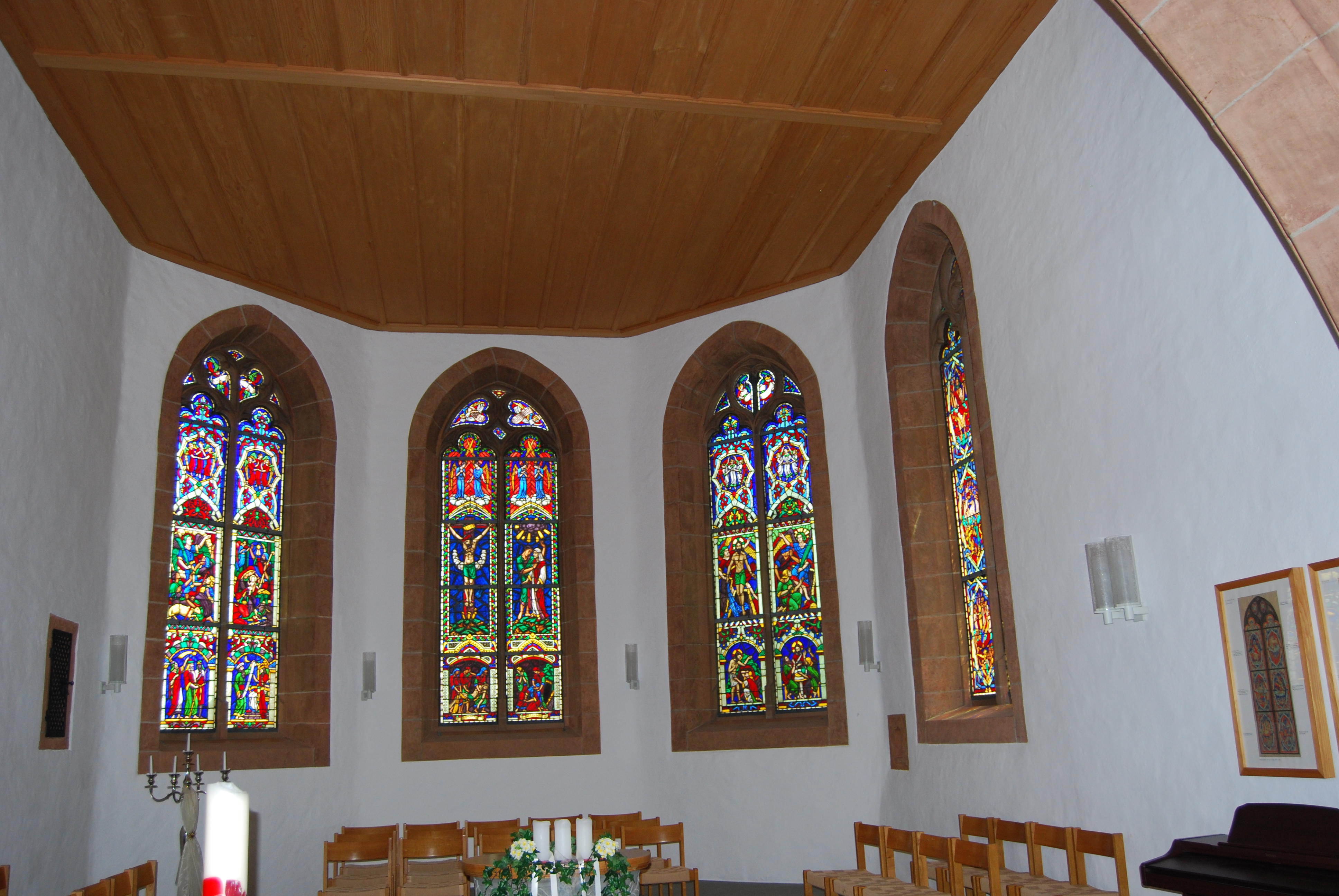
Chor der Kirche
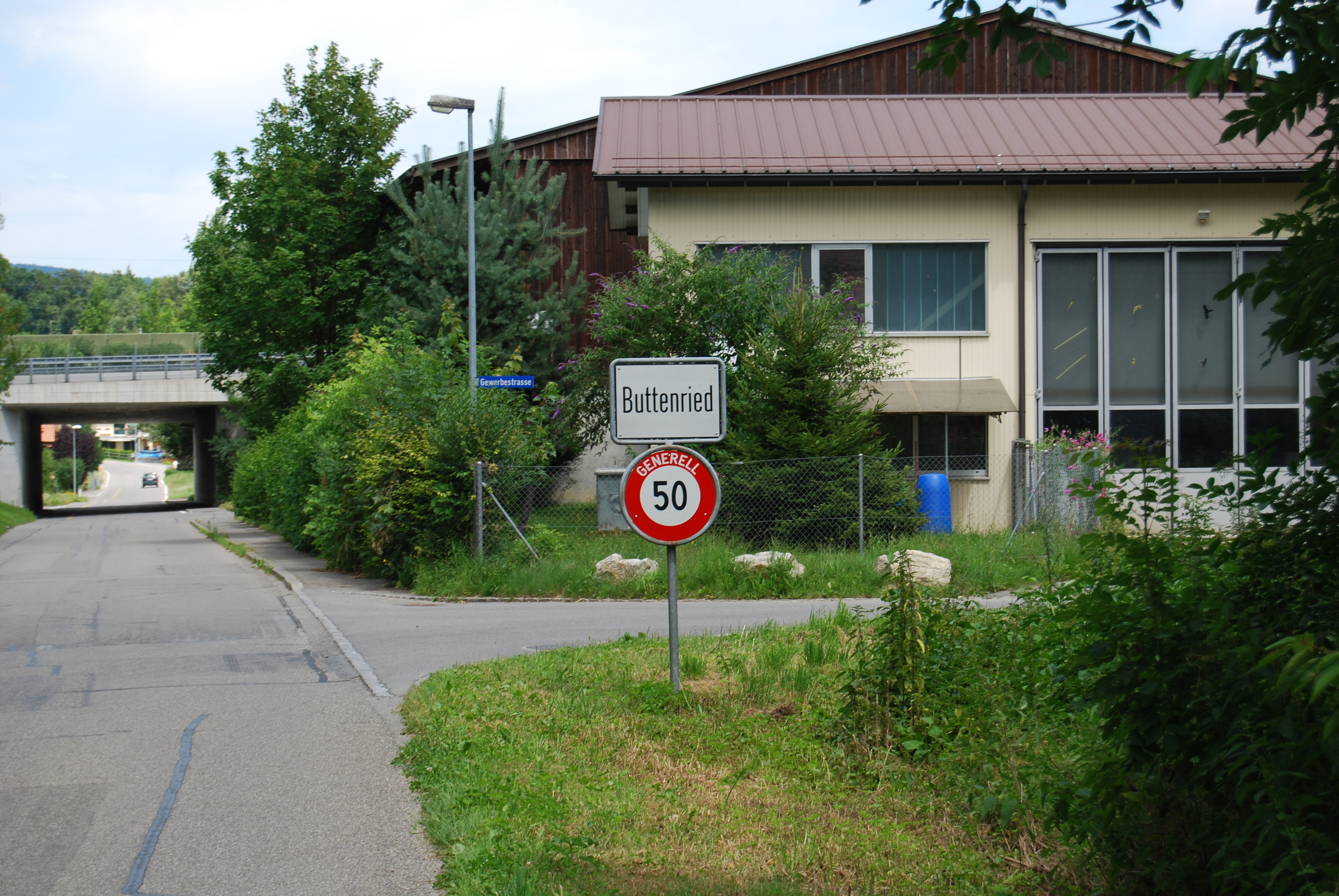
Ortseingang von Buttenried
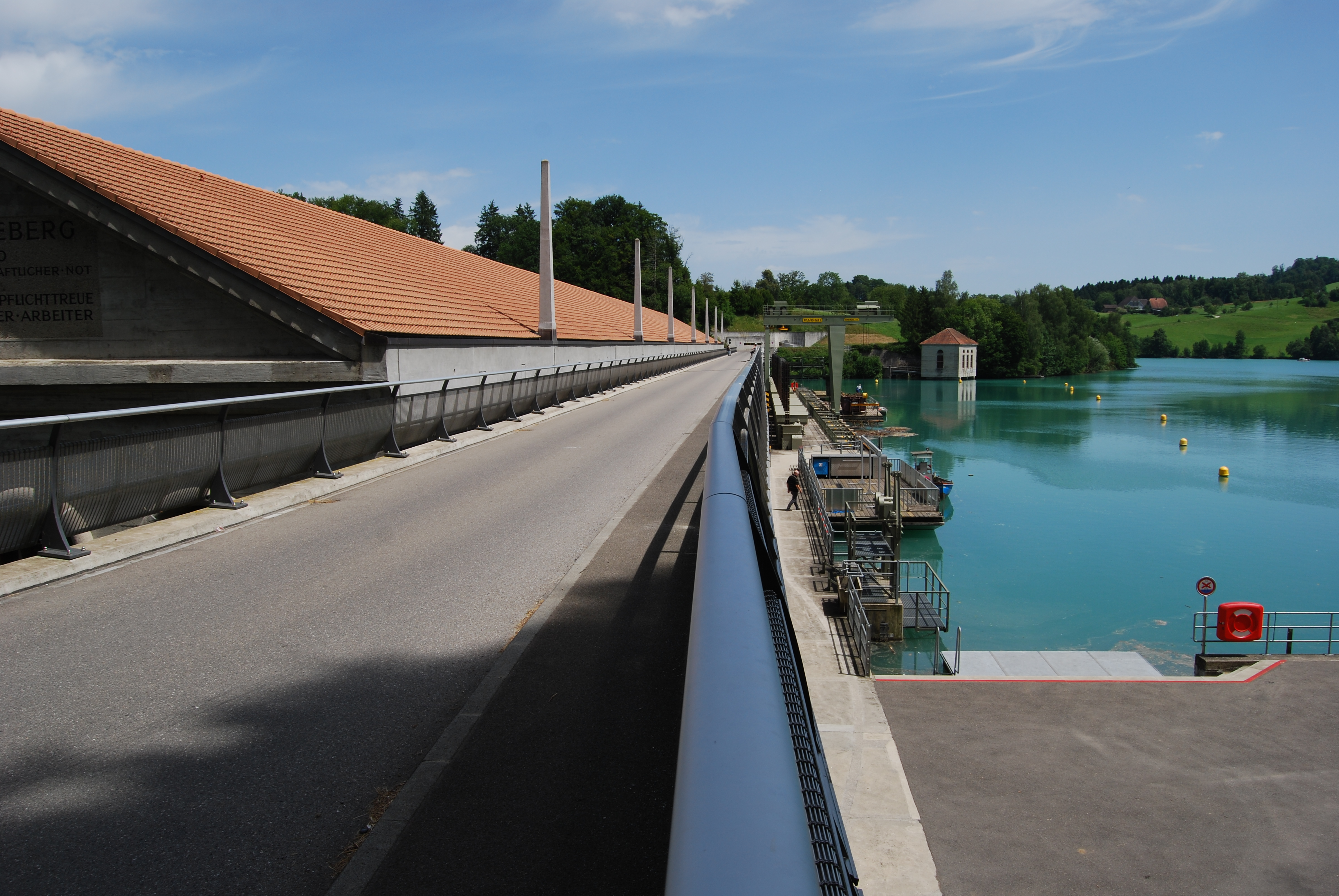
Wasserkraftwerk Mühleberg mit Wohlenseestaumauer